# Судзунамі (1943)
«Судзунамі» (Suzunami, яп. 涼波) — ескадрений міноносець Імперського флоту Японії, який взяв участь у Другій світовій війні.

## Історія створення
Корабель заклали 27 березня 1942 року на верфі «Uraga Dock». Спущений на воду 26 грудня 1942 року, вступив у стрій 27 липня 1943 року.

## Історія служби
Перші кілька місяців після завершення «Судзунамі» провів у водах Японського архіпелагу, при цьому з 20 серпня 1943-го він належав до 32-ї дивізії ескадрених міноносців.
У жовтні 1943-го корабель залучали до транспортної операції «Тей Го», яка мала за мету підсилення ряду гарнізонів у Мікронезії та Меланезії. Спершу 15—20 жовтня «Судзунамі» разом із 2 іншими есмінцями та легким крейсером охороняли перехід 2 лінкорів (один з ешелонів конвою «Тей № 3 Го») з Саєкі (північно-східне узбережжя Кюсю) на атол Трук у центральній частині Каролінських островів (тут була головна база японського ВМФ у Океанії). 22 жовтня той же загін (тільки без лінкорів) рушив на схід Каролінського архіпелагу до острова Понапе, де 23 жовтня розвантажився та наступної доби повернувся на Трук. 26—28 жовтня ці кораблі здійснили другий рейс до Понапе і назад.
1 листопада 1943-го союзники здійснили висадку на острові Бугенвіль, лише за чотири сотні кілометрів на південний схід від Рабаула (головна передова база в архіпелазі Бісмарка на східному завершенні острова Нова Британія). З останнього в межах контрзаходів вийшов загін, найбільшими кораблями якого були два важкі крейсери, проте в ніч проти 2 листопада він зазнав поразки в бою в затоці Імператриці Августи. Готуючись до нової контратаки, японське командування вислало з Труку до Рабаулу одразу сім важких крейсерів, серед есмінців охорони яких був і «Судзунамі». Втім, ще на шляху туди один з крейсерів та «Судзунамі» перенаправили для допомоги танкерам «Ніссо-Мару» та «Нічієй-Мару», які прямували в Рабаул та 4 листопада їм завдала пошкоджень ворожа авіація. 6 листопада танкери прибули на Трук, а 7—10 листопада «Судзунамі» здійснив перехід до Рабаула (на той час основний крейсерський загін уже потрапив 5 листопада під удар авіаносного угруповання, унаслідок чого пошкоджено одразу 5 важких крейсерів, що фактично остаточно нейтралізувало загрозу для сил вторгнення на Бугенвіль).

### Загибель
11 листопада 1943-го американські авіаносці здійснили ще один рейд проти Рабаула. «Судзунамі», який саме тоді приймав торпеди, був уражений бомбою, вибухнув та затонув, загинуло 148 членів екіпажу.